# Fontenoy-le-Château
Fontenoy-le-Château es una comuna nueva francesa situada en el departamento de Vosgos, de la región de Gran Este.

## Historia
Fue creada el uno de enero de 2013, en aplicación de una resolución del prefecto de Vosgos de 26 de diciembre de 2012 con la unión de las comunas de Fontenoy-le-Château y Le Magny, pasando a estar el ayuntamiento en la antigua comuna de Fontenoy-le-Château.

## Demografía
| Gráfica de evolución demográfica de Fontenoy-le-Château entre 1800 y 2014 |
|                                                                           |

Los datos entre 1800 y 2014 son el resultado de sumar los parciales de las dos comunas que forman la nueva comuna de Fontenoy-le-Château, cuyos datos se han cogido de 1800 a 1999, para las comunas de Fontenoy-le-Château y Le Magny de la página francesa EHESS/Cassini. Los demás datos se han cogido de la página del INSEE.

## Composición
| Comuna              | Código INSEE | Población (2013/2007) | Superficie (km²) | Densidad (hab./km²) |
| ------------------- | ------------ | --------------------- | ---------------- | ------------------- |
| Fontenoy-le-Château | 88176        | 586                   | 34.6             | 17                  |
| Le Magny            | 88282        | 44                    | 3.53             | 12                  |

## Lugares
- Arboretum de Fontenoy-le-Château